# Nový Přerov
Nový Přerov (chorvatsky Nova Prerava, německy Neuprerau) je obec v okrese Břeclav v Jihomoravském kraji. Žije zde 372 obyvatel. Jedná se o malou vesnici ležící v těsném sousedství státní hranice s Rakouskem, za níž se rozkládá malá dolnorakouská vesnice a katastrální území Altprerau (česky Starý Přerov), tvořící součást obce Wildendürnbach. Jedná se o vinařskou obec v Mikulovské vinařské podoblasti (viniční tratě: Langewarte, Na štrekách).

## Název
Jméno vsi je (až na přívlastek) totožné se starým slovem prěrov ("příkop", též "rybník, tůň, bažina").

## Historie
První písemná zmínka o obci pochází z roku 1351 (in villa Przerow). V roce 1900 zde žilo 781 obyvatel. Do 40. let 20. století zde žila početná chorvatská (64 % roku 1930) a rovněž německá (17 % roku 1930) populace. V současnosti v obci žije přibližně 330 obyvatel.

## Obyvatelstvo

### Struktura
V obci k počátku roku 2016 žilo celkem 321  obyvatel. Z nich bylo 157 mužů a 164 žen. Průměrný věk obyvatel obce dosahoval 41% let. Dle Sčítání lidu, domů a bytů provedeném v roce 2011, kdy v obci žilo 299  lidí. Nejvíce z nich bylo (16,4%) obyvatel ve věku od 50 do 59 let. Děti do 14 let věku tvořily 12,7% obyvatel a senioři nad 70 let úhrnem 8,4%. Z celkem 261  občanů obce starších 15 let mělo vzdělání 37,9% střední včetně vyučení (bez maturity). Počet vysokoškoláků dosahoval 1,9% a bez vzdělání bylo naopak 1,9% obyvatel. Z cenzu dále vyplývá, že ve městě žilo 149 ekonomicky aktivních občanů. Celkem 84,6% z nich se řadilo mezi zaměstnané, z nichž 65,8% patřilo mezi zaměstnance, 3,4% k zaměstnavatelům a zbytek pracoval na vlastní účet. Oproti tomu celých 47,8% občanů nebylo ekonomicky aktivní (to jsou například nepracující důchodci či žáci, studenti nebo učni) a zbytek svou ekonomickou aktivitu uvést nechtěl. Úhrnem 141 obyvatel obce (což je 47,2%), se hlásilo k české národnosti. Dále 41 obyvatel bylo Moravanů a 7 Slováků. Celých 92 obyvatel obce však svou národnost neuvedlo.
Vývoj počtu obyvatel za celou obec i za jeho jednotlivé části uvádí tabulka níže, ve které se zobrazuje i příslušnost jednotlivých částí k obci či následné odtržení.
| Místní části   | Místní části     | 1869 | 1880 | 1890 | 1900 | 1910 | 1921 | 1930 | 1950 | 1961 | 1970 | 1980 | 1991 | 2001 | 2011 | 2021 |
| -------------- | ---------------- | ---- | ---- | ---- | ---- | ---- | ---- | ---- | ---- | ---- | ---- | ---- | ---- | ---- | ---- | ---- |
| Počet obyvatel | část Nový Přerov | 615  | 673  | 711  | 781  | 829  | 878  | 880  | 510  | 452  | 443  | 344  | 310  | 321  | 299  | 343  |
| Počet domů     | část Nový Přerov | 95   | 124  | 127  | 140  | 160  | 173  | 202  | 159  | 117  | 116  | 111  | 117  | 125  | 134  | 162  |

### Náboženský život
Obec je sídlem římskokatolické farnosti Nový Přerov. Ta je součástí mikulovského děkanství brněnské diecéze v moravské provincii. Při censu prováděném v roce 2011 se 57 obyvatel obce (19%) označilo za věřící. Z tohoto počtu se 38 hlásilo k církvi či náboženské obci, a sice 17 obyvatel k římskokatolické církvi (6% ze všech obyvatel obce) a 3 k českobratrským evangelíkům. Úhrnem 99 obyvatel se označilo bez náboženské víry a 143 lidí odmítlo na otázku své náboženské víry odpovědět.

## Obecní správa

### Obecní symboly
Znak a vlajka byly obci uděleny rozhodnutím předsedy Poslanecké sněmovny Parlamentu České republiky dne 8. října 2001.

## Pamětihodnosti
- Kostel svatého Michaela archanděla
- Krucifix před kostelem
- Socha svatého Jana Nepomuckého
- Socha svatého Floriána, u silnice před obecním úřadem

## Galerie

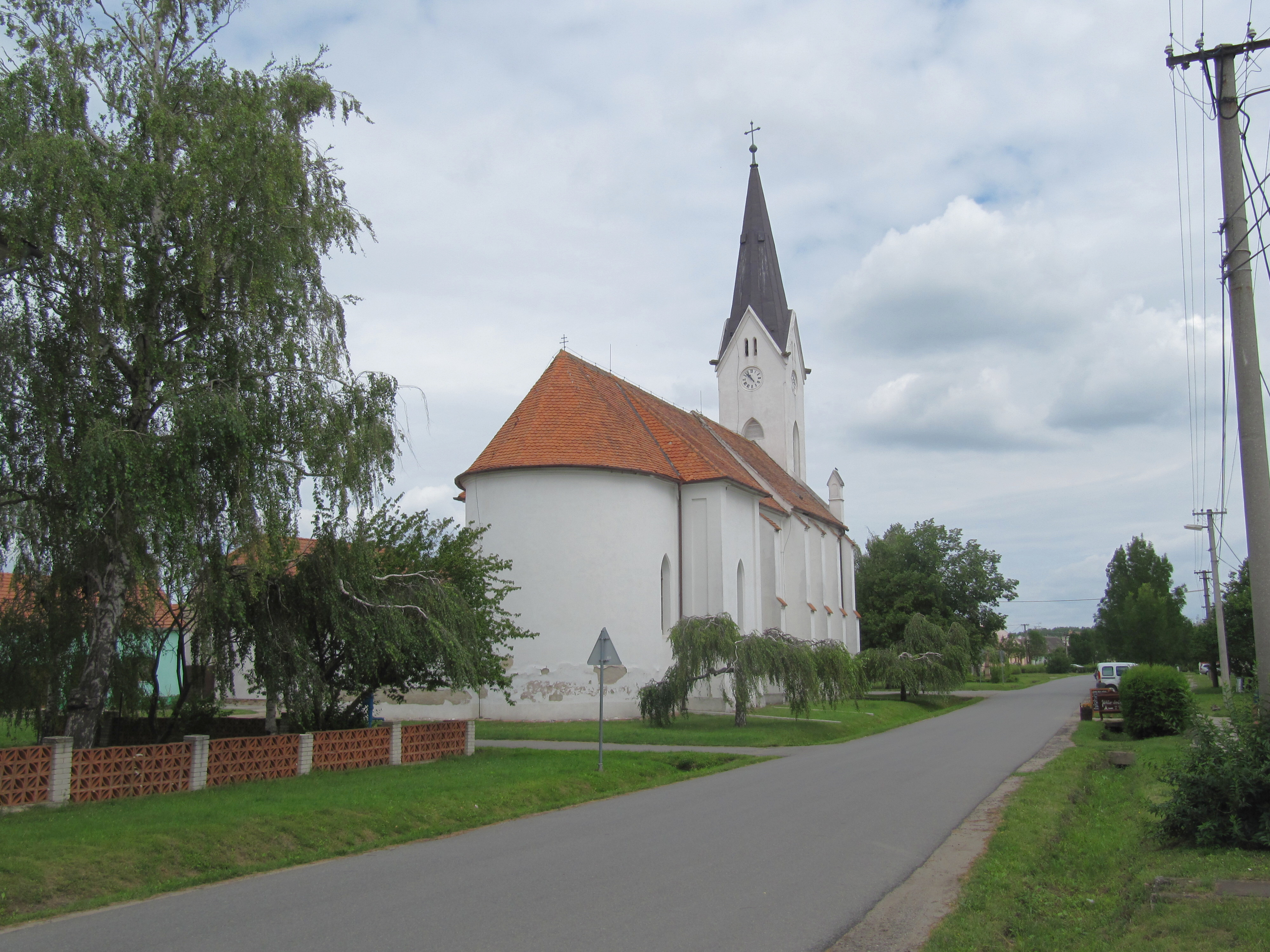
Kostel svatého Michaela archanděla na návsi
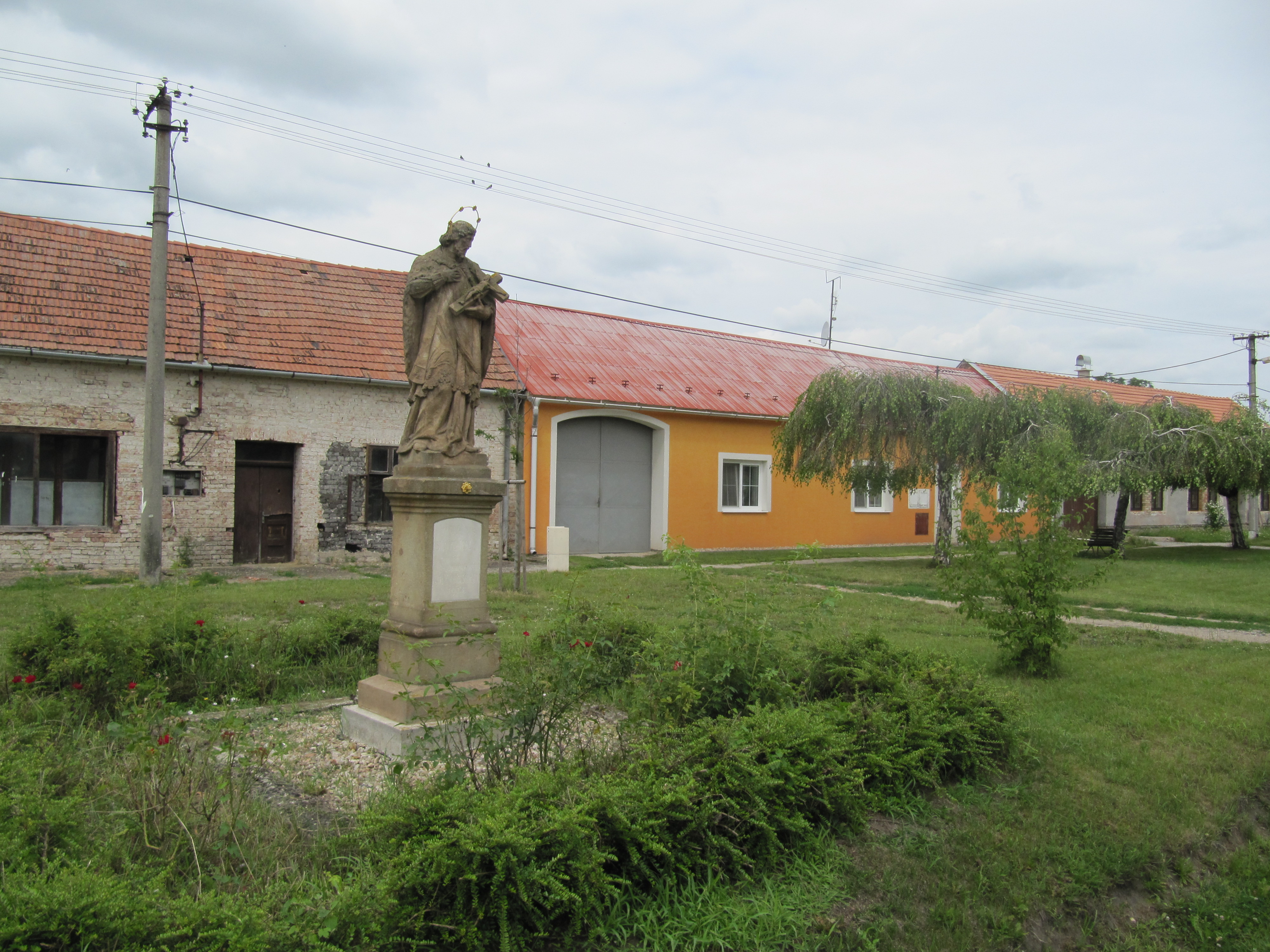
Socha svatého Jana Nepomuckého
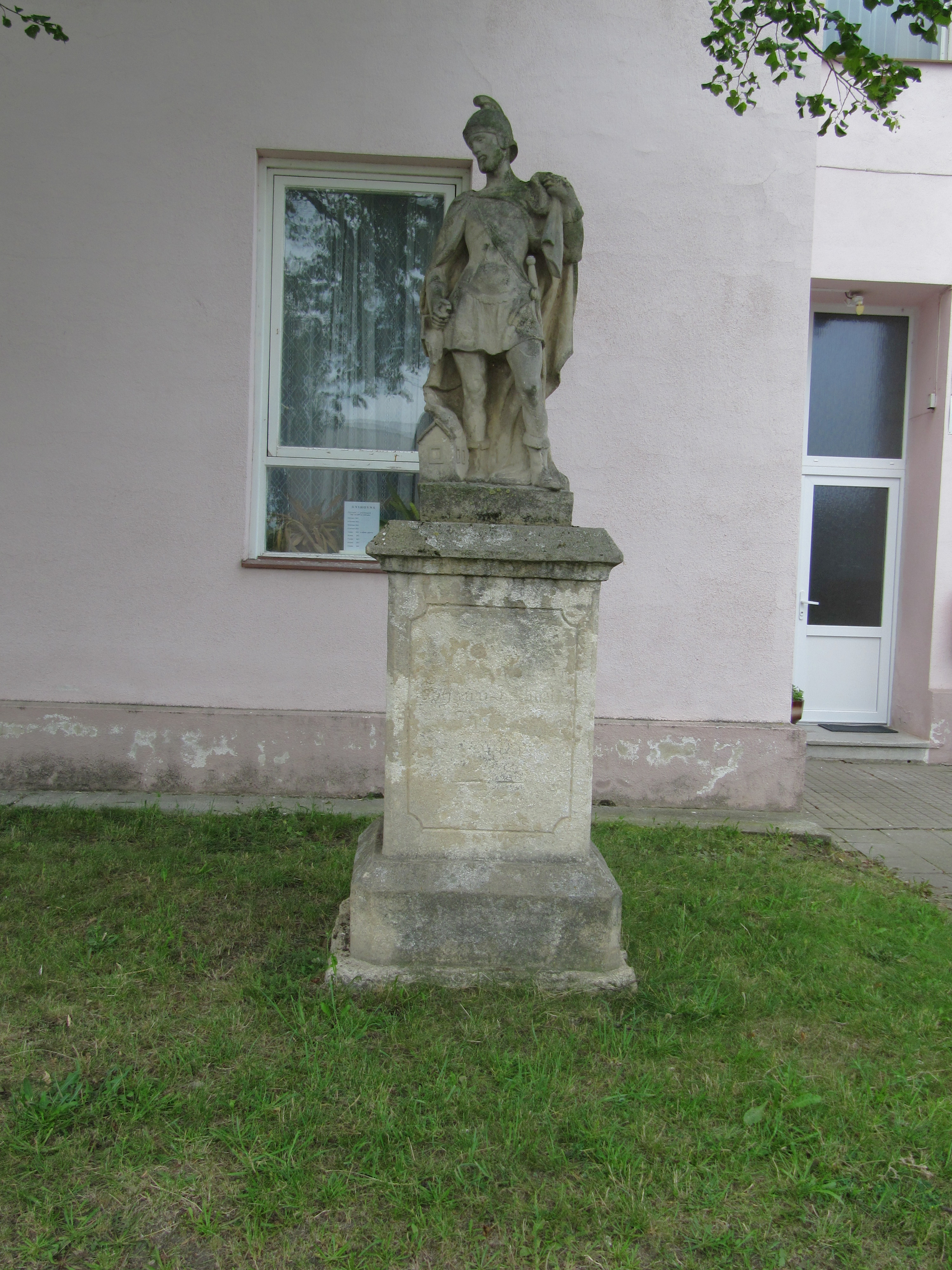
Socha svatého Floriána
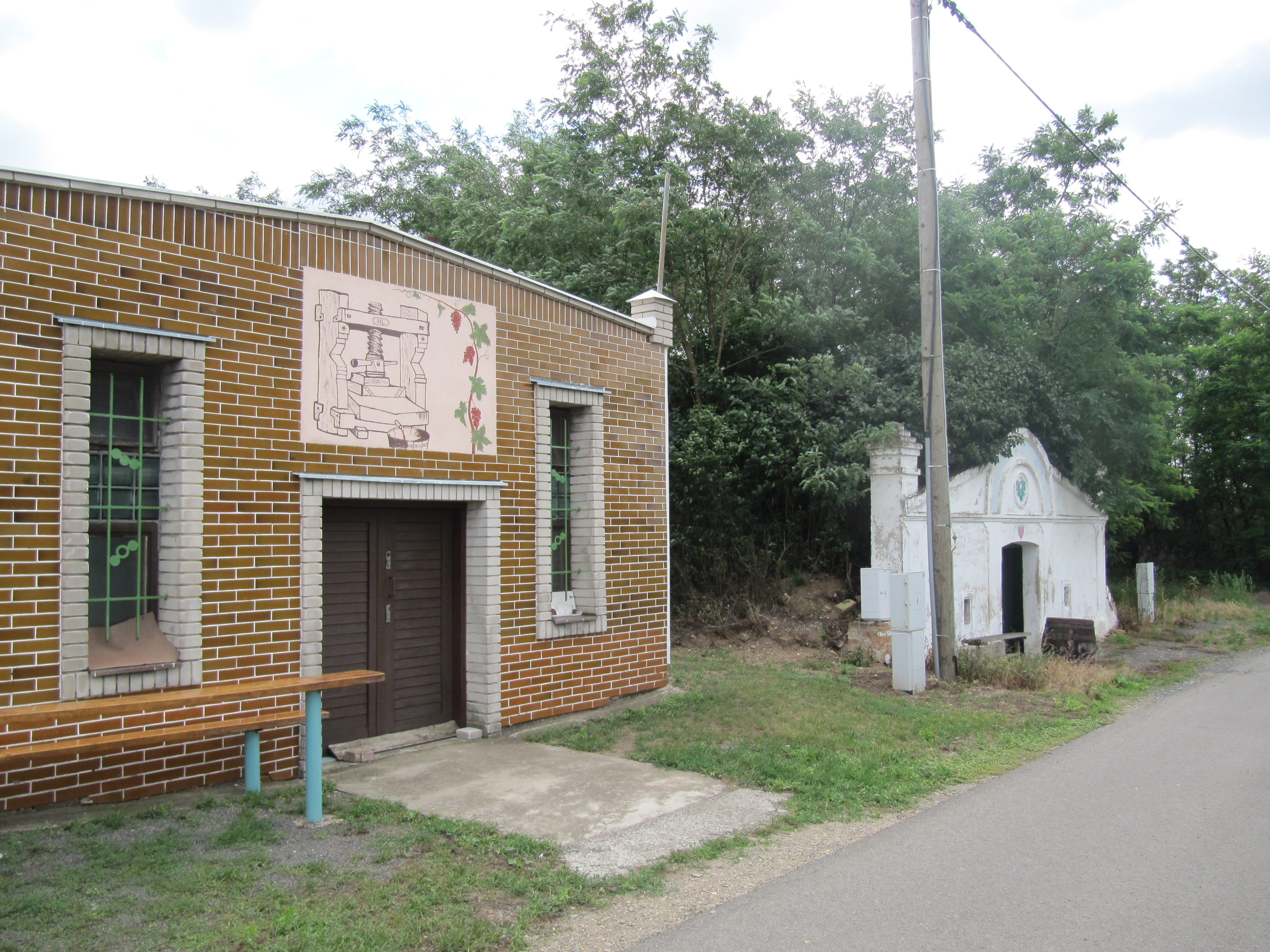
Vinné sklepy